# Нёвиль-сюр-Элет
Нёви́ль-сюр-Эле́т (фр. Neuville-sur-Ailette) — коммуна во Франции, находится в регионе Пикардия. Департамент коммуны — Эна. Входит в состав кантона Гиньикур. Округ коммуны — Лан.
Код INSEE коммуны — 02550.

## Население
Население коммуны на 2010 год составляло 96 человек.
| 1962 | 1968 | 1975 | 1982 | 1990 | 1999 | 2010 |
| ---- | ---- | ---- | ---- | ---- | ---- | ---- |
| 83   | 79   | 74   | 86   | 71   | 78   | 96   |

## Экономика
В 2010 году среди 69 человек трудоспособного возраста (15—64 лет) 55 были экономически активными, 14 — неактивными (показатель активности — 79,7 %, в 1999 году было 80,9 %). Из 55 активных жителей работали 48 человек (23 мужчины и 25 женщин), безработных было 7 (3 мужчин и 4 женщины). Среди 14 неактивных 4 человека были учениками или студентами, 5 — пенсионерами, 5 были неактивными по другим причинам.